# Fritz Andersen
Johannes Fritz Emanuel Andersen, född 14 februari 1829 i Köpenhamn, död där 29 mars 1910, var en dansk musiker. Han var far till Sophus Andersen.
Andersen gjorde sig känd som musiklärare och med sina talrika, huvudsakligen till undervisningslitteraturen hörande kompositioner, pianoarbeten, däribland transkriptioner och fantasier, vidare romanser, skolsånger och liknande, dessutom flera kantater för kör, samt tre ouvertyrer för orkester. Han verkade under lång följd av år även som sånglärare vid flera av Köpenhamns stora skolor.